# Rivière McGee
Pour les articles homonymes, voir McGee.
La rivière McGee est un affluent de la rivière L'Assomption, coulant sur la rive nord du fleuve Saint-Laurent, dans le parc national du Mont-Tremblant, dans la municipalité régionale de comté (MRC) de Matawinie, dans la région administrative de Lanaudière, au Québec, au Canada.
Le cours de cette rivière coule généralement vers le sud-est en traversant le lac Tellier, le lac des Aubépines, le lac Omey, le lac Madeleine et le lac Drapeau, dans une vallée forestière entourée de montagnes.
Le cours de la rivière McGee est généralement difficile d’accès, faute de routes carrossables.

## Géographie
La rivière McGee prend sa source à l'embouchure du lac Marguerite (longueur : 1,1 km ; altitude : 474 m). Ce lac est situé en zone forestière et montagneuse, dans le canton de Tellier, dans le parc national du Mont-Tremblant.
L’embouchure de ce lac de tête est situé à 15,1 km au nord-est de la limite de Saint-Donat, à 24,0 km au nord-ouest de Saint-Côme, à 14,0 km au nord-est du centre du village de Saint-Donat et à 13,4 km à l'ouest de la confluence de la rivière McGee.
La rivière McGee coule sur 14,4 km, selon les segments suivants :
- 0,7 km vers le sud-est dans le parc national du Mont-Tremblant, en traversant le lac Vron, jusqu’à la rive nord du lac Caroline ;
- 0,6 km vers le nord-ouest en traversant le lac Caroline (longueur : 0,7 km ; altitude : 439 m), jusqu’à son embouchure qui est interconnecté au lacTherrien ;
- 3,4 km vers l’est, en traversant le lac Tellier (altitude : 439 m), jusqu’à son embouchure situé au nord-est ;
- 7,2 km vers l’est, en traversant le lac des Aubépines (altitude : 433 m) et le lac Omey (altitude : 427 m) ; en traversant les Rapides Trompeurs, puis en traversant sur 0,8 km le lac Drapeau (longueur : 1,0 km ; altitude : 300 m) en fin de segment, jusqu’à son embouchure ;
- 1,5 km vers l’est, jusqu’à la confluence de la rivière[2].

La rivière McGee se déverse sur la rive sud-ouest de la rivière L'Assomption. La confluence de la rivière McGee est située à :
- 13,4 km au nord-ouest du centre du village de Saint-Côme ;
- 24,4 km au nord-est du centre du village de Saint-Donat.

À partir de la confluence de la rivière McGee, la rivière L'Assomption descend généralement vers le sud-est ; puis serpente vers le sud-ouest, jusqu'à la rive nord du fleuve Saint-Laurent.

## Toponymie
Le toponyme rivière McGee a été officialisé le 5 décembre 1968 à la Commission de toponymie du Québec.